# Ganz Transzformátor- és Villamos Forgógépgyártó Kft.
A Ganz Transzformátor- és Villamos Forgógépgyártó Kft. a Ganz Ábrahám által 1844-ben alapított, majd később Ganz Villamossági Művek néven működő vállalatcsoport egyik jogutódja. A ma már 100%-ban magyar tulajdonban álló vállalat a Tápiószelén működő gyárában transzformátorok, motorok és generátorok gyártását végzi, illetve az ehhez kapcsolódó szerviz tevékenységeket is biztosítja az ügyfelei számára. A vállalat nagyjából 400 munkavállalót foglalkoztat, ezáltal a régió egyik legjelentősebb munkaadója.

## Cégtörténet

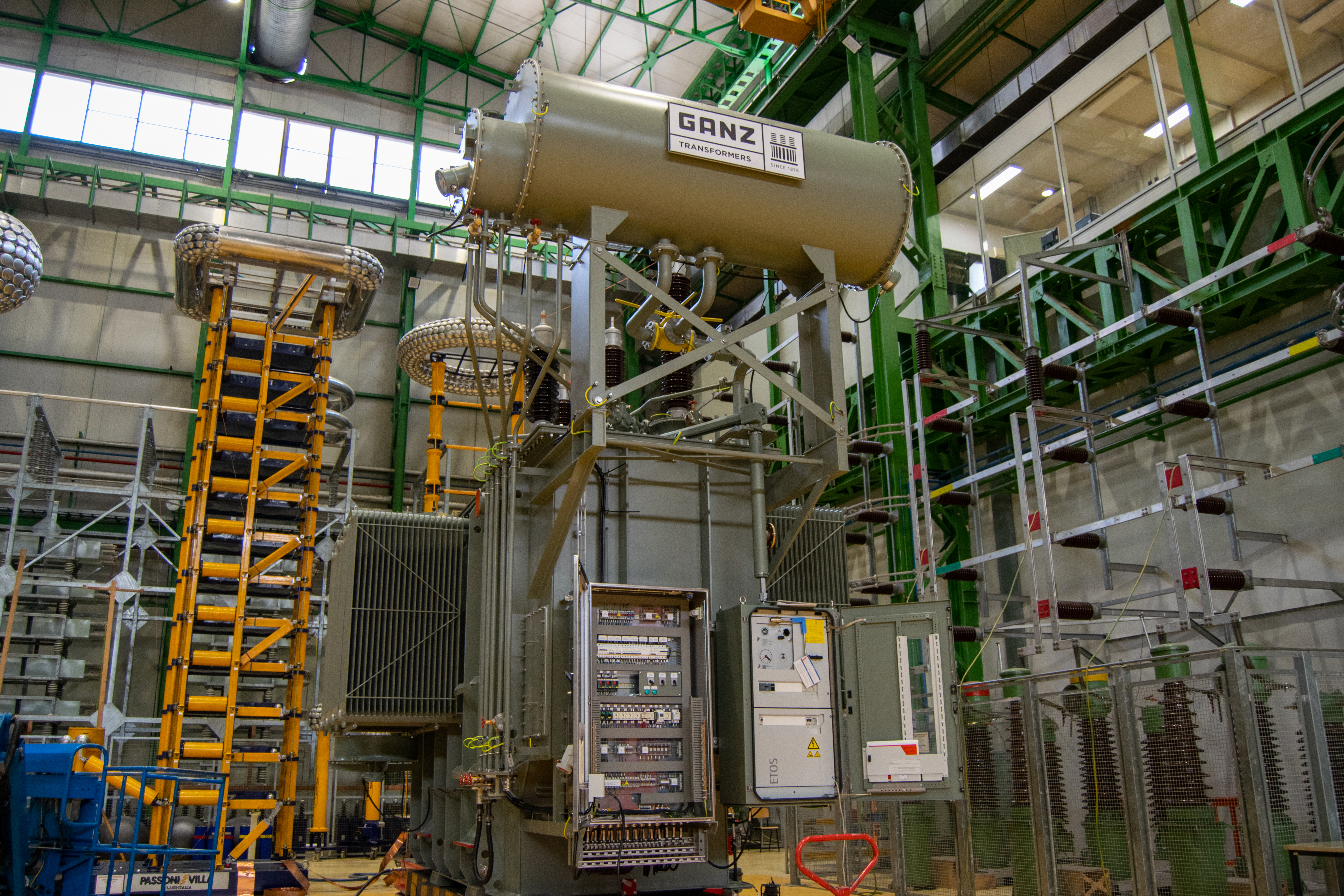
A Ganz Transzformátor és Villamos Forgógépgyártó Kft. gyára

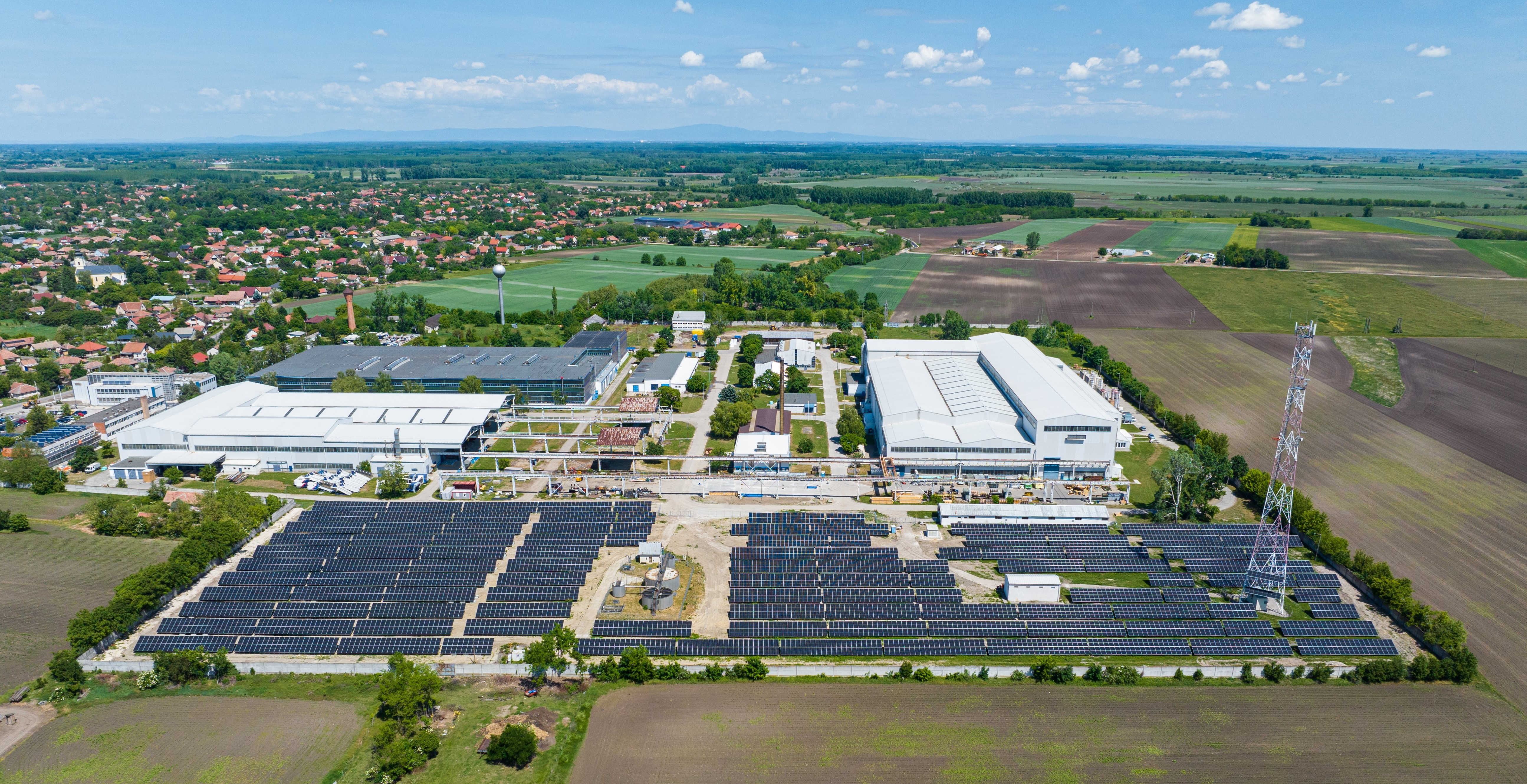
A Ganz Transzformátor és Villamos Forgógépgyártó Kft. gyára Tápiószelén

A Ganz Transzformátor- és Villamos Forgógépgyártó Kft. az 1844-ben Ganz Ábrahám által alapított üzem, majd később Ganz Villamossági Művek néven működő vállalatcsoport örökségét viszi tovább. A Ganz Villamos Művek jogutódja, a Ganz Transzformátor- és Villamos Forgógépgyártó Kft. tápiószelei üzeme 2006 és 2020 között az indiai székhelyű Compton Greaves cégcsoport érdekeltségében állt. A CG Electric Systems Hungary Kft.-vel kapcsolatban 2020 júliusában felszámolási eljárás indult. A vállalatot ezt követően egy kormányrendelet stratégiailag kiemelt jelentőségű gazdálkodó szervezetté nyilvánította, ezzel speciális védelmet nyújtva a cég számára a csőd- és felszámolási eljárásban.
A Ganz Transzformátor Motor- és Generátorgyártó Kft. 2020 szeptemberében a gyár korábbi munkavállalóival  indította újra a termelést a tápiószelei és szolnoki telephelyeken.
A Társaság 2021. szeptember végén, nyilvános aukció keretében megvásárolta a szolnoki és tápiószelei Ganz-gyárat és az azokhoz tartozó eszközállományt, így 2021 októbere óta tulajdonosként működteti az üzemet.Az árverést a tápiószelei és szolnoki üzem épületeire, valamint a bennük lévő gépekre és berendezési eszközökre a korábbi tulajdonos kijelölt felszámolóbiztosa, a Nemzeti Reorganizációs Nonprofit Kft. hirdette meg augusztus 27-én. Ezáltal a vállalat több mint 15 év után újra 100%-ban magyar tulajdonban folytatja tovább a több mint 150 éves múltra visszatekintő termelést.

## Tulajdonosi háttér és vezetőség
A Ganz Transzformátor- és Villamos Forgógépgyártó Kft. 2021 augusztusától Jan Prinst nevezte ki a társaság új ügyvezetőjének. A holland szakember az üzem tevékenységének irányítása mellett a Transzformátor üzletág megerősítésében is jelentős részt vállal.
A Ganz Transzformátor- és Villamos Forgógépgyártó Kft. 2021-ben több mint 22 millió euró összegű árbevételt ért el.

## Tevékenység
A társaság a tápiószelei gyárában egyedi nagyfeszültségű villamos berendezéseket – transzformátorokat, motorokat és generátorokat – gyárt, valamint az ehhez kapcsolódó szerviz és fővállalkozási tevékenységeket is biztosítja ügyfelei számára.
A magyar szolgáltatási szektor képviselőivel közös együttműködésben továbbá folyamatosan dolgozik a régi, elavult transzformátorok és transzformátorparkok felújításán, illetve környezetkímélőbbé és energiahatékonyabbá tételén.

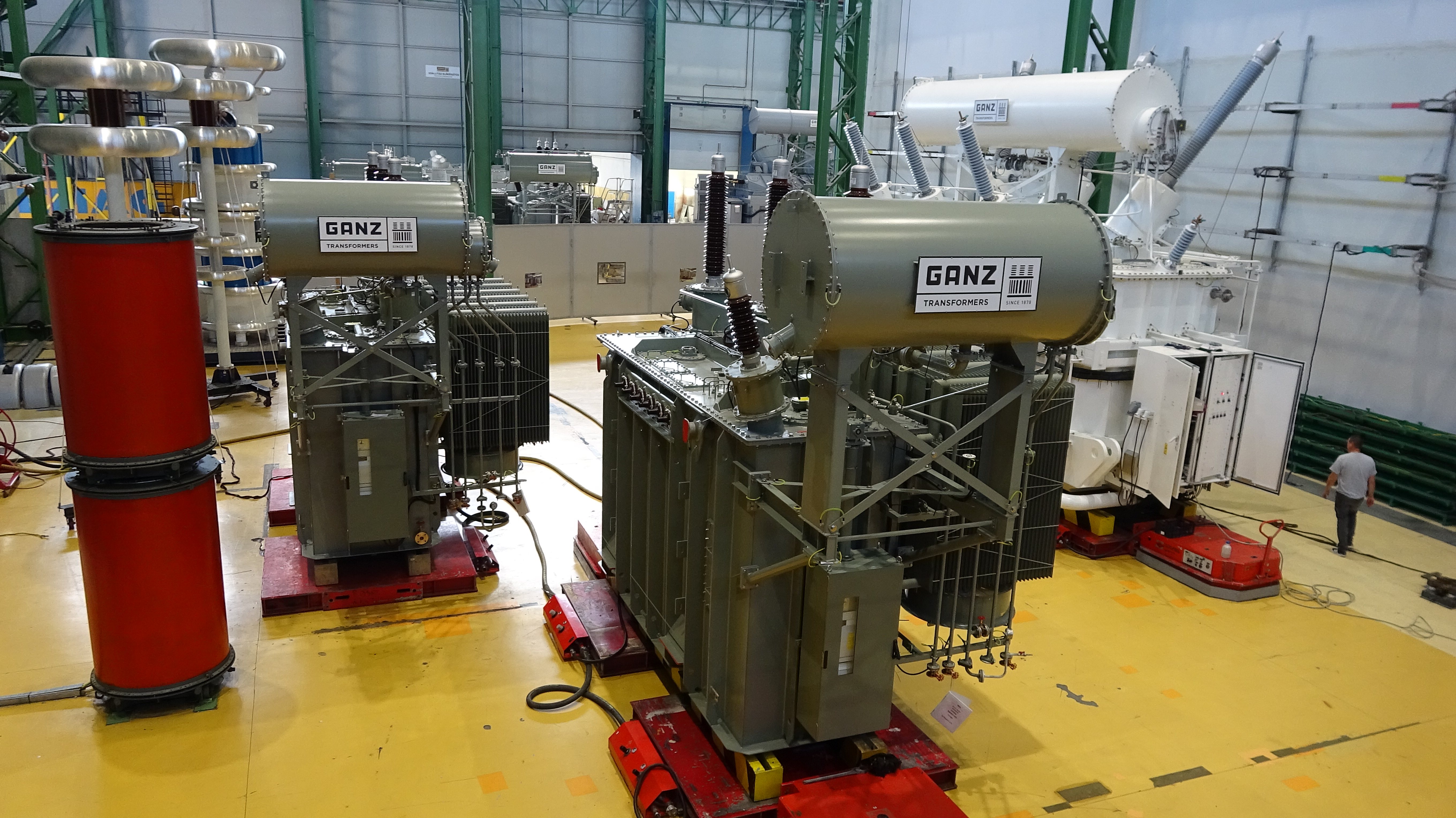
A Ganz Transzformátor és Villamos Forgógépgyártó Kft. gyára

A Ganz Transzformátor- és Villamos Forgógépgyártó Kft. tevékenysége négy üzletág között oszlik meg: a transzformátor, forgógép, szerviz és az Intelligent Solutions üzletág.
Transzformátor üzletág
A transzformátor gyár történelme 130 éves múltra tekint vissza, a Ganz Villamossági Művekben készült el a világ első transzformátora 1885-ben. A transzformátor üzletág az alállomási transzformátorok, generátor transzformátorok, mobil transzformátorok és vontatási transzformátorok tervezésére, gyártására és tesztelésére specializálódott 20 –– 600 MVA (az autotranszformátorok esetén 1000 MVA) teljesítmény-, és 52 – 800 kV feszültségszinteken.
Forgógép üzletág
A gyárban háromfázisú, váltakozó áramú indukciós motorok gyártását az 1894-es évben kezdték. Ettől fogva az ipar és a villamos vontatás területén számos helyen alkalmazták a Ganz Group sorozatmotorjait, illetve egyedi nehézgépeit. A 90-es években a motorok korszerűsítésen estek át, annak érdekében, hogy a piaci igényeknek jobban megfelelő, csökkentett súlyú, növelt hatásfokú, alacsony zajszintű termékeket kínálhasson a vállalat, amelyek az ipari alkalmazások összes követelményét kielégítik, valamint megfelelnek az IEC, NEMA, ATEX és EAC ajánlásoknak. Fő termékeik a csúszógyűrűs és kalickás indukciós motorok (400-1400 mm-es tengelymagasságig), továbbá hasonló méretű generátorok gyártására, valamint ezen méreteket meghaladó egyedi forgógépek gyártására is vállalkoznak.
Szerviz üzletág
A Szerviz üzletág a saját gyártású transzformátorok, motorok, generátorok, lég- és gázszigetelt kapcsolóberendezések (AIS és GIS) és alállomások, illetve más gyártók berendezéseinek helyszíni munkáit látja el karbantartás, felülvizsgálat, átalakítás, felújítás, bővítés formájában. Az üzletág a helyszíni szolgáltatás mellett teljes körű szolgáltató is, amely keretében tartalékalkatrész-gyártó tevékenységet folytat, és biztosítja a pótalkatrész ellátottságot a már üzemelő berendezésekhez. Az üzletág tevékenységének egyik elsődleges célja a termékek élettartamának meghosszabbítása többek között az állapotfigyelő rendszerek alkalmazása által.
Intelligent Solutions üzletág
A Ganz Transzformátor- és Forgógépgyártó Kft. létrehozta a „Ganz Intelligent Solution” subbrandjét, amely különböző fejlesztéseket a transzformátorok, forgógépek és SF6-os GIS berendezések területén ezen üzleti egység alatt kíván csoportosítani majd a jövőben.

## Nemzetközi jelenlét
A Ganz Transzformátor- és Forgógépgyártó Kft. tevékenysége jelenleg közel az összes európai országra kiterjed. 2021-ben főként dán, román, spanyol, belga, francia, német, angol és ír megrendelők részére exportált egyedi fejlesztésű berendezéseket. Emellett termékeit Európán kívül a közel-keleti országokban is használják.  
A társaság 2022 májusában írt alá partneri együttműködést a németországi székhelyű Maschinenfabrik Reinhausen (MR) vállalattal.  Az együttműködési megállapodás értelmében a Ganz a jövőben a transzformátorok fejlesztése és gyártása során szorosan támaszkodik a Maschinenfabrik Reinhausen digitalizációs platformjára. 
A monitoring rendszer lényege, hogy a beépítésével követhetővé válik a transzformátorok állapota és működése. Ezáltal növelhető a transzformátorok megbízhatósága és élettartama, valamint elkerülhetővé válnak a felesleges karbantartási munkálatok.